# Pies, który uratował Halloween
Pies, który uratował Halloween (ang. The Dog Who Saved Halloween) – amerykański film komediowy z 2011 roku w reżyserii Petera Sullivana. Wyprodukowany przez ARO Entertainment i Barnholtz Entertainment.
Światowa premiera filmu miała miejsce 13 września 2011 roku. W Polsce premiera filmu odbyła się 31 października 2013 roku na antenie Nickelodeon Polska.

## Opis fabuły
Film opowiada o rodzinie Bannisterów – George’a (Gary Valentine), który wraz ze swoją żoną Belindą (Elisa Donovan) i dziećmi, Karą (Kayley Stallings) oraz Benem (Brennan Bailey), przeprowadzają się do nowego domu. Towarzyszy im pies imieniem Zeus. W pobliżu mieszka tajemniczy Eli Cole (Lance Henriksen). Jego posiadłość przypomina pałac rodem z koszmarów sennych. George podejrzewa, że nowy sąsiad to szalony naukowiec. Kiedy w niejasnych okolicznościach znika czarny kot, George postanawia zbadać sprawę i rozwikłać zagadkę budzącego grozę budynku.

## Obsada
- Gary Valentine jako George Bannister
- Elisa Donovan jako Belinda Bannister
- Kayley Stallings jako Kara Bannister
- Brennan Bailey jako Ben Bannister
- Joseph Lawrence jako Zeus
- Lance Henriksen jako Eli Cole
- Dean Cain jako Ted Stein
- Mayim Bialik jako Medusa
- Joey Diaz jako Stewey McMan
- Curtis Armstrong jako Max
- Louis Mandylor jako Kent
- Kristen Miller jako Monique

i inni

## Wersja polska
Wersja polska: na zlecenie Nickelodeon Polska – Start International Polska

Wystąpili:
- Dariusz Błażejewski – George Bannister
- Agnieszka Kunikowska – Belinda Bannister
- Janusz Zadura – pies Zeus
- Magdalena Wasylik – Kara Bannister
- Miłosz Konkel – Ben Bannister
- Grzegorz Kwiecień – Ted Stein
- Jakub Wieczorek – Stewey McMan
- Anna Sroka-Hryń – suczka Meduza
- Izabela Dąbrowska – Chloe Cloverfield
- Mieczysław Morański – Max
- Dominika Sell – Monique
- Stefan Knothe – profesor Eli Cole
- Anna Gajewska
- Paweł Szczesny
- Andrzej Blumenfeld
- Ewa Serwa
- Paweł Galia
- Marek Bocianiak
- Katarzyna Skolimowska

i inni
Lektor: Paweł Galia